# Soparet alacantí
El soparet alacantí és un plat tradicional i humil típic de la ciutat d'Alacant que es consumeix com a esmorzar, especialment durant les festes de les Fogueres de Sant Joan al juny.
Consisteix en un plat combinat d'ous fregits amb nyores (pebrots vermells secs), alls tendres, creïlles i sardines.
Algunes receptes modernes li donen un toc gourmet, com triturar els ingredients i servir-los en un sifó calent, o cuinar els ous a baixa temperatura.